# Eldivan
Eldivan là một huyện thuộc tỉnh Çankırı, Thổ Nhĩ Kỳ. Huyện có diện tích 341 km² và dân số thời điểm năm 2007 là 5711 người, mật độ 17 người/km².